# K42 Adventure Marathon
Pour les articles homonymes, voir K42.
Le K42 Adventure Marathon est un trail d'une distance marathon reliant la ville de Villa La Angostura au sommet du Cerro Bayo en Patagonie argentine. Il a été créé en 2003.

## Histoire
En 2003, la société événementielle Patagonia Events décide de créer une compétition sportive unique en son genre en Patagonie argentine afin d'y développer le tourisme en attirant des coureurs. Intéressés par la discipline du trail qui connaît un succès croissant au début des années 2000, ils mettent en place une course à Villa La Angostura. Le résultat est un trail marathon qui relie la ville au sommet du Cerro Bayo puis y redescend. C'est la première épreuve du genre en Amérique du Sud. La première édition a lieu en 2003 et voit 345 concurrents rallier la ligne d'arrivée,,.
En 2008, le concept K42 est étendu et plusieurs autres marathons hors-route sont créés aux Canaries, au Brésil et au Sahara. L'année suivante, la série se transforme en une compétition internationale dont la finale a lieu au K42 Adventure Marathon,.
Le record de participation est battu en 2010 avec plus de 2 100 coureurs au départ. L'Espagnol Kílian Jornet est le premier à franchir la ligne d'arrivée.
L'édition 2017 accueille les championnats d'Amérique du Sud de trail et course en montagne qui inaugurent pour la première fois l'épreuve de trail sur la course principale K42. Le Chilien Francisco Alexander Pino et l'Argentine Roxana Flores (deuxième derrière l'Italienne Silvia Rampazzo) sont les premiers champions sud-américains de trail.
L'édition 2019 accueille les championnats du monde de course en montagne ainsi que les championnats du monde de course en montagne longue distance. L'Argentin Sergio Gustavo Pereyra et la Suissesse Michela Segalada remportent la course populaire.
En 2020, l'épreuve rejoint le calendrier des Golden Trail World Series comme épreuve finale. En raison de la pandémie de Covid-19, la saison 2020 des Golden Trail World Series est annulée, tout comme le K42 Adventure Marathon. Il est reporté comme épreuve finale pour la saison 2021 mais est finalement remplacé par une autre épreuve aux Canaries. Malgré cette sortie du calendrier et en l'absence de coureurs internationaux, l'édition 2021 connaît néanmoins un fort succès en battant le record de participation. Plus de 3000 coureurs se présentent au départ, toutes distances confondues.

## Parcours
Le parcours effectue une première boucle partant depuis le centre de Villa La Angostura jusqu'au Cerro Belvedere puis redescendant jusqu'en ville. Cette première boucle constitue le parcours de la course K15. Le parcours du K42 effectue ensuite une seconde boucle qui emmène les coureurs jusqu'au sommet du Cerro Bayo situé à 1 782 m d'altitude puis redescend au point de départ où est donnée l'arrivée. Il mesure 42 km pour 2 184 m de dénivelé négatif et positif.
Le parcours est régulièrement modifié, notamment en raison d'éboulements sur les chemins,.

## Vainqueurs
| Année | Hommes                                              | Temps                                               | Femmes                                              | Temps                                               |
| ----- | --------------------------------------------------- | --------------------------------------------------- | --------------------------------------------------- | --------------------------------------------------- |
| 2003  | Alejandro Ríos                                      | 3 h 35 min 44 s                                     | Susana Anabel Martínez                              | 5 h 6 min 46 s                                      |
| 2004  | Gustavo Enrique Reyes                               | 3 h 16 min 39 s                                     | Elsa Susana Romero                                  | 4 h 40 min 45 s                                     |
| 2005  | Gustavo Enrique Reyes                               | 2 h 53 min 4 s                                      | Elsa Susana Romero                                  | 5 h 18 min 34 s                                     |
| 2006  | Gustavo Enrique Reyes                               | 3 h 7 min 34 s                                      | Gabriela Magnano                                    | 4 h 9 min 20 s                                      |
| 2007  | Gustavo Enrique Reyes                               | 2 h 59 min 31 s                                     | Patricia Gerez                                      | 4 h 10 min 36 s                                     |
| 2008  | Gustavo Enrique Reyes                               | 3 h 4 min 9 s                                       | Virginia Gálvez                                     | 3 h 59 min 4 s                                      |
| 2009  | Alcides Cristian Karim Mohamed                      | 3 h 7 min 24 s                                      | Débora Aparecida de Simas                           | 4 h 11 min 11 s                                     |
| 2010  | Kílian Jornet                                       | 3 h 8 min 31 s                                      | Andrea Doblás                                       | 4 h 18 min 15 s                                     |
| 2011  | Alcides Cristian Karim Mohamed                      | 3 h 33 min 56 s                                     | Marlene Flores                                      | 4 h 36 min 24 s                                     |
| 2012  | Miguel Ángel Heras                                  | 3 h 15 min 48 s                                     | Oihana Kortazar                                     | 4 h 9 min 6 s                                       |
| 2013  | Miguel Ángel Heras                                  | 3 h 23 min 1 s                                      | Natalia Castillo Salazar                            | 4 h 36 min 21 s                                     |
| 2014  | Marco De Gasperi                                    | 3 h 23 min 39 s                                     | Elisa Desco                                         | 3 h 59 min 15 s                                     |
| 2015  | Miguel Ángel Heras                                  | 3 h 17 min 5 s                                      | Elisa Desco                                         | 3 h 48 min 25 s                                     |
| 2016  | Miguel Ángel Heras                                  | 3 h 26 min 33 s                                     | Verónica Ramírez                                    | 4 h 24 min 42 s                                     |
| 2017  | Francisco Alexander Pino                            | 3 h 31 min 16 s                                     | Silvia Rampazzo                                     | 3 h 53 min 25 s                                     |
| 2018  | Alcides Cristian Karim Mohamed                      | 3 h 39 min 40 s                                     | Ragna Debats                                        | 4 h 14 min 46 s                                     |
| 2019  | Sergio Gustavo Pereyra                              | 3 h 41 min 58 s                                     | Michela Segalada                                    | 4 h 33 min 39 s                                     |
| 2020  | Course annulée en raison de la pandémie de Covid-19 | Course annulée en raison de la pandémie de Covid-19 | Course annulée en raison de la pandémie de Covid-19 | Course annulée en raison de la pandémie de Covid-19 |
| 2021  | Hugo Rodríguez                                      | 3 h 34 min 26 s                                     | Roxana Flores                                       | 4 h 25 min 40 s                                     |
| 2022  | Luis Valle Barrientos                               | 3 h 41 min 16 s                                     | Roxana Flores                                       | 4 h 34 min 11 s                                     |
| 2023  | Joaquín Narváez                                     | 3 h 33 min 59 s                                     | Roxana Flores                                       | 4 h 26 min 53 s                                     |
| 2024  | Javier Mariqueo                                     | 3 h 23 min 58 s                                     | Blanca Maribel Llumiquinga                          | 4 h 4 min 7 s                                       |